# Marianne Strauss
Marianne Strauss-Ellenbogen, née le 7 juin 1923 à Essen et morte le 22 décembre 1996 à Liverpool, est une victime du nazisme. Toute sa famille juive est envoyée en déportation, elle-même réussit à fuir et vit dans la clandestinité en Allemagne de 1943 à 1945. Après la Seconde Guerre mondiale, elle émigre en Grande-Bretagne. Elle laisse derrière elle une vaste collection de lettres personnelles et de documents portant sur la période nazie. 

## Biographie
Marianne Strauss est née 7 juin 1923 à Essen dans une famille juive aisée. Elle est l'aînée des deux enfants de Siegfried Strauss et Regina (ou Ine) Rosenberg. Son frère Richard dirige, avec leur frère, l'entreprise de céréales et d'aliments pour bétail Strauss OHG à Essen. Son grand-père, Leopold Strauss est professeur et directeur de l'école juive de Dinslaken ainsi que chantre de la communauté juive de cette ville. Siegfried Strauss, son père est un patriote. Il est décoré pour son courage durant la Première Guerre mondiale et se sent en totale sécurIté dans son pays,. 
La famille Strauss essaie tardivement d'émigrer mais plusieurs pays rejettent leur demande. Quand, finalement, la Grande-Bretagne accepte de leur donner un visa, il est trop tard : la guerre vient de commencer et leurs tentatives de quitter le pays échouent.
En Octobre 1941, les membres de la famille Strauss doivent être  déportés, avec d'autres familles juives d'Essen, au ghetto de Łódź. Cependant, à leur arrivée à la gare d'Essen, ils sont renvoyés chez eux et y restent jusqu'en 1943. Les raisons de ce traitement de faveur n'ont jamais pu être élucidées.
Les Strauss sont une des rares familles juives de la région à avoir échappé à la déportation. Le 31 août 1943, la Gestapo vient cependant les arrêter. Marianne Strauss réussit à s'enfuir.
Les autres membres de la famille : ses parents, son frère, sa grand-mère Anna Rosenberg, son oncle Alfred Strauss et son épouse Lore et la mère de celle-ci, Else Dahl, sont déportés ensemble à Theresienstadt en septembre 1943. Anna Rosenberg y meurt le 9 janvier 1944. Ses parents et son frère sont déportés et assassinés dans le camp de concentration d'Auschwitz-Birkenau. Après la mort de Marianne Strauss, des échanges de lettres ont été retrouvées avec sa famille à Theresienstadt qui indiquent qu'elle a pu leur envoyer des colis depuis sa propre clandestinité et être informée, au moins partiellement, de leur sort. Elle envoie également des courriers à des membres éloignés de la famille en Suède et aux États-Unis, et ceux-ci également envoient des colis.
Marianne Strauss trouve refuge chez des membres du Bund: Gemeinschaft für ein sozialistisches Leben (en), une petite association  qui résiste au nazisme en venant en aide aux personnes juives. Elle vit désormais cachée, change sans cesse de logement, de 30 à 50 fois, et autant de fois d'identité. Des membres du Bund, mais aussi d'autres personnes la cachent à Essen, Braunschweig, Göttingen, Remscheid, Mühlheim et Burscheid,,.
D'après l'historien Mark Roseman, elle adhère au Parti communiste à la fin de la guerre.
Elle se trouve à Düsseldorf lorsque la ville est prise par les troupes alliées et y reste jusqu'à la fin 1946,. Elle y rencontre l'officier et médecin anglais Basil Ellenbogen, un juif orthodoxe et l'épouse le 29 décembre 1946, à Londres. Le couple a deux enfants.
Elle vit à Liverpool à partir ce cette période. Elle travaille comme enseignante et fait des reportages pour la BBC sur la reconstruction de l'Allemagne.
En 1984, encouragée par le Bund, Marianne Strauss Ellenbogen publie  un court texte sur son expérience de vie dans la clandestinité dans un journal d'Essen Ein Münster am Hellweg. 
Marianne Strauss Ellenbog décède en 1996 à Liverpool. Après sa mort, son fils et l'historien Mark Roseman retrouvent une grande quantité de documents relatifs à sa vie clandestine

### Bund: Gemeinschaft für ein sozialistisches Leben
Pour l'aide qu'ils ont apportée à Marianne Strauss-Ellenbogen, plusieurs membres du Bund: Gemeinschaft für ein sozialistisches Leben (en) sont honorés comme Justes parmi les Nations par le mémorial israélien de Yad Vashem le 15 septembre 2005 :  Fritz et Maria Briel, Emilie Busch, Hanni Ganzer, Hedwig Gehrke, Meta Kamp-Steinmann, Karin Morgenstern, Änne Schmitz (de) et Grete Strüter.